# Krameria ixine
Krameria ixine là một loài thực vật có hoa trong họ Krameriaceae. Loài này được L. miêu tả khoa học đầu tiên năm 1759.